# Vialonga
Vialonga is een geslacht van vlinders van de familie bladrollers (Tortricidae).

## Soorten
- V. pallior Diakonoff, 1960
- V. polyantha Diakonoff, 1960